# 沃利·奥康纳
沃利·奥康纳（英語：Wally O'Connor，1903年8月25日—1950年10月11日），美国男子游泳、水球运动员。他曾代表美国参加1924年、1928年、1932年和1936年夏季奥林匹克运动会，获得一枚金牌和二枚铜牌。